# Sajanski-Pass
Der Sajanski-Pass (russisch Саянский перевал, transkribiert Sajanski Perewal) ist eine wichtige Straßenverbindung in Südsibirien (Russland) nahe der Grenze zur Mongolei. Er liegt auf 2206 m über Meereshöhe im Westsajan.
Der Pass verbindet über eine 250 km lange Gebirgsstraße die abgelegene autonome Republik Tuwa mit den Großstädten Westsibiriens. Die Straße verläuft – von Krasnojarsk und Abakan kommend – über die Stadt Abasa durch die Schluchten des westlichen Sajangebirges. Auf der Südostseite der bis 3000 m hohen, langgestreckten Gebirgskette führt sie hinüber nach Ak-Dowurak in Tuwa und weiter zur Hauptstadt Kysyl.
Eine zweite Verbindung in die Republik Tuwa führt von Abakan durch den Ostsajan.